# Peter Sunde
Peter Sunde Kolmisoppi, znan tudi pod imenom brokep, švedski računalnikar, podjetnik in politik, * 13. september 1978 Uddellava, Švedska.
Znan je kot soustanovitelj spletne piratske strani The Pirate Bay, ki omogoča brezplačno iskanje, prenos in nalaganje filmov, serij, glasbe in videoiger. Skupaj z drugimi operaterji strani bil Sunde leta 2009 na sodišču spoznan za krivega za pomoč pri kršenju avtorskih pravic ter obsojen na eno leto zaporne kazni in plačilo globe. Po izpustitvi iz zapora se je pridružil finski piratski stranki, sam se pa predstavlja kot socialist.